# Titan Mare Explorer

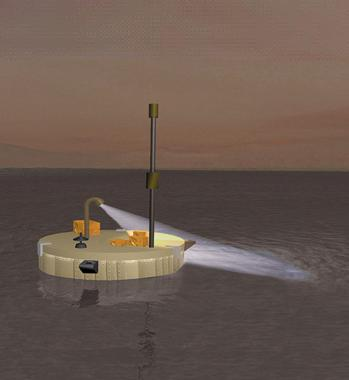
спускаемый аппарат в море Титана

Titan Mare Explorer (TiME) — отложенный проект предполагаемого спускаемого аппарата, предложенного НАСА в рамках Программы Discovery, который, в случае его запуска, будет исследовать на спутнике Сатурна Титане Море Лигеи или Море Кракена. Проект TiME является сравнительно низкозатратной миссией (425 млн $), направленной на определение органических компонентов в морях Титана.

## Разработка проекта и статус проекта
Первоначальная концепция исследования углеводородных морей Титана при помощи необитаемого погружаемого аппарата была предложена в 2009 году сотрудником лаборатории прикладной физики и лаборатории лун и планет Аризонского университета, Ральфом Лоренцом.
Проект, получивший название TiME (сокр. от англ. Titan Mare Explorer — «Исследователь моря Титана»), был принят в разработку отделом по концептуальным инновациям НАСА. Общее руководство проектом возглавил ведущий научный специалист НАСА Эллен Стофан. Научным руководителем проекта стал автор концепции Ральф Лоренц.
В мае 2011 года TiME был выбран в числе трех ключевых исследовательских программ НАСА (другие — InSight (изучение Марса) и CometChopper (изучение эволюции комет)), получивших финансирование в размере $3 млн. на детальную проработку концепции. 21 августа 2012 года NASA объявило, что в качестве победителя выбран проект InSight. Выбор в пользу Insight, пояснили представители агентства, был обусловлен относительно низкими финансовыми затратами на эту миссию, а также возможностью организовать её в кратчайшие сроки.
Несмотря на победу Insight, разработка TiME продолжалась до 2013 года, после чего работы над программой в качестве самостоятельного проекта были окончательно прекращены.
Тем не менее существует определённая вероятность, что проект TiME будет включён в состав международной исследовательской программы Titan Saturn System Mission. По словам научного руководителя проекта: 

Если бы проект TiME был принят, запуск состоялся бы через 13 месяцев. Его реализация была абсолютно реальна.— Ральф Лоренц

## Миссия

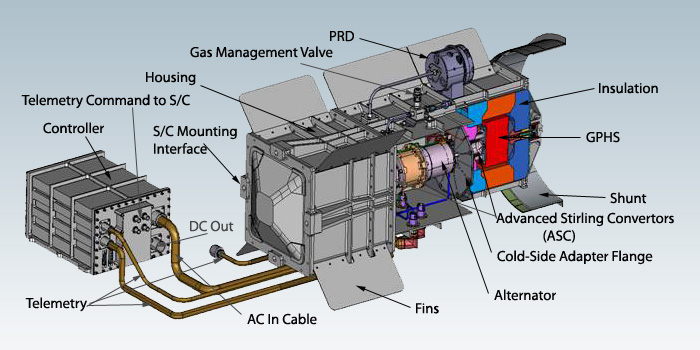
генератор ASRG

Посадочный модуль будет отделён от пролётного аппарата во время второго пролёта вокруг Титана. Из-за туманной атмосферы спутника и большого расстояния до Солнца, аппарат не будет оснащен комплектом солнечных батарей. Их заменит новый радиоизотопный генератор энергии — Advanced Stirling Radioisotope Generator (ASRG). Специально созданный опытный образец с огромным запасом энергии, которая должна обеспечить бесперебойным питанием как и сам посадочный зонд, так и будущие космические миссии.
Модуль сядет в зону Моря Лигеи, северное полярное море из жидких углеводородов в 79°N. Аппарат будет спускаться на парашюте, подобно Гюйгенсу, в 2005 году. Через несколько часов он приводнится на жидкую поверхность. Это будет первое плавание земного аппарата в инопланетном море. Основная задача аппарата — поиск простейших форм жизни в течение от трех до шести месяцев, включая шесть часов атмосферного спуска.

## Схожие проекты
Похожий проект по изучению морей Титана в начале октября 2012 года предложили на Европейском Планетарном Научном Конгрессе, представив концептуальный зонд TALISE (Titan Lake In-situ Sampling Propeller Explorer).
27 июня 2019 года НАСА объявило, что исследовать Титан in-situ будет винтокрылый летательный аппарат Dragonfly с запуском в 2026 году и прибытием на Титан в 2034 году.